# 累积发病率
累积发病率（英語：cumulative incidence），或称为发病比（incidence proportion），在流行病学中是指在一段时期内特定人群发生疾病的比例，用来测定发病风险。当所考虑的时期为整个人生时，则称为终生风险（lifetime risk）。
累积发病率可由所选定时期中新发病例数除以所研究的风险人口数得到。此外也可以由发病率计算：
{\displaystyle CI(t)=1-e^{-IR(t)*D}\,.}